# Syreitschikovia
Syreitschikovia é um género botânico pertencente à família Asteraceae. É composto por 3 espécies descritas e aceites.
O género foi descrito por Nikolái Pávlov e publicado em Repertorium Specierum Novarum Regni Vegetabilis 31: 192. 1933.
Trata-se de um género reconhecido pelo sistema de classificação filogenética Angiosperm Phylogeny Website.

## Espécies
As espécies aceites neste género são:
- Syreitschikovia spinulosa (Franch.) Pavlov
- Syreitschikovia tenuifolia (Bong.) Pavlov
- Syreitschikovia tenuis (Bunge) Botsch.